# Johann-Peter-Hebel-Medaille
Die Johann-Peter-Hebel-Medaille war ein Preis für Autoren und andere Multiplikatoren der alemannischen Mundart besonders aus dem Hegau im Süden Baden-Württembergs. Sie ist benannt nach dem alemannischen Mundartdichter Johann Peter Hebel.
Die Medaille wurde seit 1991 jährlich von der Gruppe Hegau der Muettersproch-Gsellschaft verliehen. Die Preisträger sind „Persönlichkeiten, die sich besonders um die alemannische Mundart verdient gemacht haben“. Die Preisträger stammen aus dem Hegau und anderen Gebieten der alemannischen Mundart. Die Preisverleihung fand traditionell statt am Weihnachtstag im Kulturzentrum GEMS in Singen.

## Preisträger
- 2013: Peter Filz, Musiker und Fastnachter (Zizenhausen)
- 2011: Stefan Pflaum, Komponist und Musiker, Schallstadt-Wolfenweiler
- 2010: Wolfgang Lechler, Autor von „Mir schwätzed andersch“, Überlingen[1]
- 2009: Hans-Peter Jehle, langjähriger Präsident der „Narrenvereinigung Hegau-Bodensee“, Gottmadingen[2]
- 2008: Luise Katharina Meier, genannt „S’ Breite Lieseli“, Dialektdichterin, Kandern-Feuerbach
- 2007: Wolfgang Miessmer, Sänger, Seelbach
- 2006: Walter Möll, Präsident der „Muettersproch-Gsellschaft“, Singen
- 2005: Sigrun Mattes, Leiterin der „Mundartbühne Hegau“, Singen
- 2004: Heidi Knoblich, Dialektdichterin, Zell im Wiesental
- 2003: Alfred Richli und Heinz Gallmann, Initiant bzw. Koautor des „Schaffhauser Mundartwörterbuch“, Schaffhausen (CH)
- 2002: Klaus Poppen, Präsident der Muettersproch-Gsellschaft, Freiburg im Breisgau
- 2001: Karl Glunk, Zunftmeister der Poppele-Zunft, Singen
- 2000: Frank Dietsche, Liedermacher, Schliengen-Obereggenen
- 1999: Uli Führe, Liedermacher, Buchenbach
- 1998: Werner Richter, Dialektdichter, Grenzach-Wyhlen
- 1997: Rosemarie Banholzer, Dialektdichterin, Konstanz
- 1996: Bruno Epple, Dialektdichter, Öhningen-Wangen
- 1995: Walter Fröhlich, Dialektdichter, Singen
- 1994: Franz Götz, Präsident „Fasnachtsmuseum Langenstein“
- 1993: Helmut Mattes, Leiter der „Mundartbühne Hegau“, Singen
- 1992: Jakob Brütsch, Dialektdichter
- 1991: Hans Flügel, Dialektdichter, Singen